# 迷蹤彗星

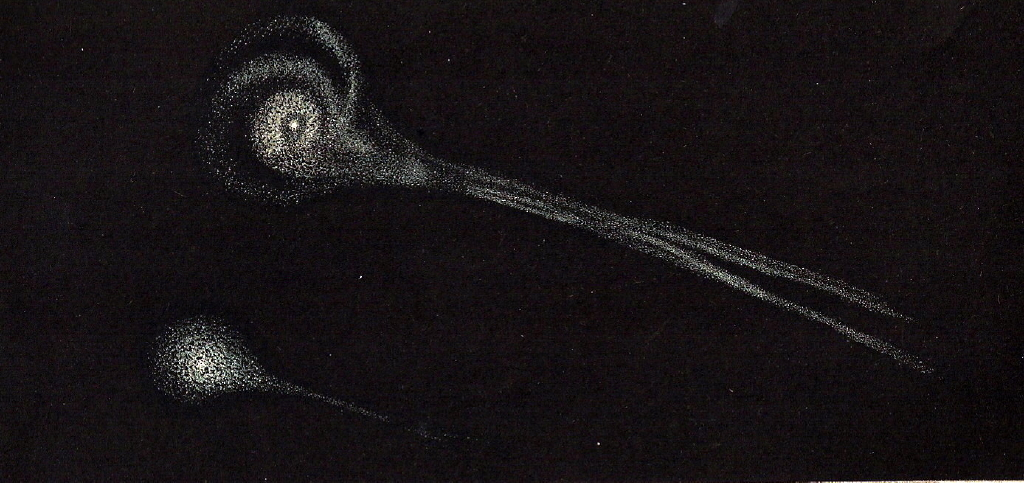
在1846年看見比拉彗星成為兩塊，但是1852年之後就未曾再看見。

迷蹤彗星是之前曾經發現的彗星，但在最近該通過近日點的時刻卻失蹤了。一般是因為沒有足夠的觀測資料可以計算可靠的軌道，和預測他的位置。 
迷蹤彗星相較於迷蹤小行星，雖然因為非重力的因素，像是彗核的氣體噴發，會影響彗星的軌道，使彗星的軌道計算有所不同。但有些天文學家專注在這個領域，像是布萊恩·馬斯登就成功的預測了1992年回歸，但一度失蹤的週期彗星P109/Swift–Tuttle。

## 失蹤的原因
有一些原因會造成彗星的失蹤，使天文學家不能持續的再觀測。首先，彗星軌道可能與大行星，像是木星，產生交互作用，而受到攝動。其次，一些非重力的因素，會改變彗星通過近日點的時刻。或者，彗星與行星的交互作用使得彗星的軌道遠離了地球而不能看見；或是將它們拋出了太陽系，相信D/1770 L1就發生了這樣的情況。如一些彗星周期性的接受“爆發”或亮度上的閃爍，它可能在本質上是顆暗淡的彗星，但因爆發而被發現，然後就失去蹤跡了。

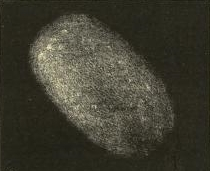
5D/布羅森，在1879年出現，之後就失蹤了。

彗星也會因為揮發而行蹤不明。最終，大部分的彗星都會因為彗核所擁有的揮發物耗盡而枯竭，彗星變成小而黑的惰性大塊岩石或礫石，一顆熄火彗星可以類似於小行星 (參見彗星#死亡)。這可能發生在5D/布羅森，馬士登認為它可能是在19世紀"實際上仍然存在只是變得黯淡"的一顆彗星。
在某些情況下的彗星，已知其在通過軌道的近日點或其它的地點時解體了，最有名的就是比拉彗星。它在1852年出現前，就已經被觀察到分裂成兩個部分，之後就失蹤了。在近代，則觀測到73P/Schwassmann–Wachmann的瓦解過程。
有時，一個新發現的彗星原來是以前丟失的，可以經由軌道的計算和與以前記錄的位置匹配而得到確認。對迷蹤彗星，這是特別棘手的。例如，彗星177P/巴納德 (也稱為P/2006 M3)，是愛德華·愛默生·巴納德在1889年6月24日發現的，在116年後的2006年又再度被發現。在2006年7月19日，177P來到與地球相距只有0.36天文單位的距離。
遠離的彗星不會被當成失蹤的，即使它們在數百年或數千年內不會再出現。使用更強大的望遠鏡可以在彗星通過近日點之後仍能觀察很長的一段時間。例如，海爾-博普彗星於1997年接近時，就能以肉眼觀察大約18個月之久。預期使用大望遠鏡的觀測也許可以一直繼續到2020年，屆時他的視星等大約是30等。
根據國際天文學聯合會目前的規定，一顆失蹤或是已經消失的彗星，會以英文字母"D"標示在名字之前。

## 表格
週期彗星的回歸會在定期的暴表上預報。當它們未能如期再出現時，可能是在某個時間破裂成碎片了。有時候，我們可以進一步的看見這些碎片，但是彗星不會再如預期的返回。在其它的時間，不會考慮彗星是否失蹤了，除非它沒有在預期的時間再度出現。彗星也可能翰其它的天體發生碰撞，像是舒梅克－李維九號彗星在1994年與木星的碰撞。
| 名稱                       | 最初發現時間 | 再發現或失蹤           | 命運 \                         |
| -------------------------- | ------------ | ---------------------- | ------------------------------ |
| 34D/Gale                   | 1927         | 1938                   | 自1938年起失蹤                 |
| 206P/Barnard–Boattini      | 1892         | 2008                   | 2008年再度發現                 |
| 15P/Finlay                 | 1886–1926    | 1953                   | 1953年重新發現                 |
| 107P/Wilson–Harrington     | 1949         | 1992                   | 1992發現，並重分類為小行星4015 |
| 73P/Schwassmann–Wachmann   | 1930         | ?                      | 分裂 (1995年)                  |
| 25D/Neujmin                | 1916         |                        | 從1927起列入                   |
| 69P/Taylor                 | 1915         | 1976, 1984, 1990, 1998 |                                |
| 11P/Tempel–Swift–LINEAR    | 1908         | 2001                   | 2001年重新發現                 |
| 113P/Spitaler              | 1897         | 1993                   | 1994年重新發現                 |
| 205P/Giacobini (D/1896 R2) | 1896         | 2008                   |                                |
| 18D/Perrine–Mrkos          | 1896         | 1955                   | 失蹤                           |
| 17P/Holmes                 | 1892–1906    | 1964                   | 1964年重新發現                 |
| 177P/Barnard               | 1889         | 2006                   | 2006年重新發現                 |
| 20D/Westphal               | 1852         | 1913                   | 失踪                           |
| 5D/Brorsen                 | 1846         | 1857, 1868, 1879       | 1879年之後失蹤                 |
| 54P/de Vico–Swift–NEAT     | 1844         | 1894、1965、2002       | 2002年再度發現                 |
| 27P/克羅瑪林               | 1818         | 1873、1928             | 在1928年發現                   |
| 3D/Biela                   | 1772         | 1852                   | 分裂 (1846年), 仙女座流星雨    |
| D/1770 L1                  | 1770         |                        | 自1770年起失蹤                 |

## 瓦解

從1995年開始，彗星73P/Schwassmann–Wachmann就開始拋出一些物質。這是哈伯太空望遠鏡觀測到的。

## 外部連結
- Lost periodic comets on Maik Meyer's home page （页面存档备份，存于）